# Jason Schmidt
Jason Schmidt (Chicago, 1º gennaio 2003) è un attore e cantautore statunitense.

## Biografia
A nove anni, Jason Schmidt debutta a teatro partecipando al musical de Lo Hobbit presso il teatro della sua comunità a Chicago. Dopo essersi diplomato al liceo, Jason ha fatto un'audizione per i programmi universitari ed è stato accettato nel programma teatrale della Carnegie Mellon a Pittsburgh, dove impara anche a scrivere musica e a ballare.
Nel 2023, l'attore interpreta Buddy nella serie di Paramount+, Grease: Rise of the Pink Ladies, serie prequel del film Grease. Successivamente, Jason interpreta il ruolo di Sodapop Curtis nell'adattamento musicale di I ragazzi della 56ª strada (The Outsiders).

## Filmografia
- FBI: Most Wanted – serie TV, episodio 2x09 (2021)
- Grease: Rise of the Pink Ladies – serie TV, 10 episodi (2023)
- And Just Like That... – serie TV, episodio 3x04 (2025)

## Teatro
- The Hobbit The Musical (2012)
- Les Misérables (2015)
- The Outsiders (2024)

## Discografia

### Extended play (EP)
- 2021 – Meet Me At Midnights
- 2023 – Intrusive Thoughts

### Singoli
- 2023 – Take The Wheel (con Marisa Davila)
- 2023 – Pulling Strings
- 2024 – My Ego Loves You
- 2024 – Soda's Letter (con Brent Comer)
- 2024 – Grease Got a Hold (con Joshua Boone, Daryl Tofa e Brent Comer)
- 2024 – Throwing in the Towel (con Brent Comer e Brody Grant)
- 2024 – Hoods Turned Heroes (con Daryl Tofa)
- 2024 – Finale (Tulsa '67) (con Brody Grant e Brent Comer)